# معهد نيو إنجلاند الماسوني الخيري
معهد نيو إنغلاند الماسوني الخيري (بالإنجليزية: New England Masonic Charitable Institute) هو مبنى تاريخي يقع في بلدة إيفينغهام بولاية نيوهامبشير الأمريكية. شُيّد المبنى عام 1858، ويُعد معلمًا بارزًا من القرن التاسع عشر يجمع بين الاستخدام التعليمي والخيري، وقد أنشأته المنظمة الماسونية.

## التاريخ والوصف
يقع المبنى في قرية إيفينغهام التاريخية على الجانب الشمالي من طريق نيو هامبشير 153، جنوب التقاطع مع طريق المدرسة. يتميز المبنى بأنه من ثلاثة طوابق ويجمع بين عناصر الطرازين الإيطالي والقوطي الجديد. الجزء البارز فيه هو البرج الذي يقع في مركز الواجهة الأمامية، ويعلوه قبة.
شُيّد المبنى من قبل المحفل الماسوني المحلي المعروف باسم "لودج كارول رقم 57"، واستخدم كمؤسسة تعليمية خيرية تديرها الماسونية، وهو أمر نادر في تلك الفترة. وقد جذب المعهد الطلاب من مناطق بعيدة مثل بوسطن، ماساتشوستس. استُخدم الطابق العلوي كقاعة اجتماعات للماسونيين، ولا يزال كذلك حتى اليوم.

## التسجيل التاريخي
أُدرج المبنى في السجل الوطني للأماكن التاريخية في 27 يناير 1983.